# Domaine Musical
Domaine Musical (dt.: Musikalische Domäne) war der Titel einer Pariser Konzertreihe, die in der Saison 1953/54 durch den Komponisten und Dirigenten Pierre Boulez ins Leben gerufen worden ist und bis 1973 Bestand hatte.
Die privat finanzierte Konzertreihe hatte ihre Heimat zunächst auf der Experimentalbühne des Théâtre Marigny (ca. 250 Plätze), das vom Schauspielerpaar Jean-Louis Barrault und Madeleine Renaud geleitet wurde. Pro Saison fanden vier bis sechs Konzerte statt. Domaine Musical bezeichnete weniger einen Spielort als eine programmatische Idee. Die Dramaturgie der Konzerte fußte in den frühen Jahren auf drei Säulen.
1. Mit Referenzwerken alter Meister wie Machaut, Du Fay, Gabrieli, Gesualdo, Monteverdi, John Dowland, Bach, Mozart und Beethoven wurden innovatorische Verfahren legitimiert und vergessenes Repertoire wieder aufgenommen.
2. Klassiker der jüngeren Vergangenheit, deren Musik nicht ins öffentliche Bewusstsein gedrungen war, wurden auf das Programm gesetzt, um ein Kennenlernen zu ermöglichen. Zugleich sollte eine Tradition der Innovation aufgezeigt werden. Dazu zählten vor allem die Komponisten der Zweiten Wiener Schule, Schönberg, Webern und Berg, aber auch französische Vorläufer wie Debussy, Ravel oder Varese, nicht zuletzt Stravinsky und Messiaen, auch Ives und Bartók kamen vor.
3. Aufführungen und Uraufführungen lebender Komponisten der Generation um 1926 spielten eine zunehmend wichtige Rolle. Die Bezugnahme auf Klassiker und Alte Meister lassen sich als der Versuch lesen, die eigenen musikalischen Bestrebungen zu legitimieren. Zu den besonders häufig gespielten Komponisten zählten hier Karlheinz Stockhausen und Henri Pousseur, aber auch die Werke von Pierre Boulez selbst, der allerdings kein einziges seiner Werke hier uraufführen ließ.

Ab der Spielzeit 1966/67 verfolgte Pierre Boulez seiner Karriere als Dirigent intensiver und legte die Leitung der Domaine Musical nieder, die bis 1973 von Gilbert Amy übernommen wurde. Für die Interpretationen sorgte ein Ensemble von Musikern, die größtenteils in Pariser Sinfonieorchestern angestellt waren, und die sich für die Konzerte zum – ab 1962 so bezeichneten – Ensemble du Domaine Musical zusammenschlossen. Nur durch Gastspiele von deutschen Rundfunkorchestern (WDR, SWF) konnte die Domaine Musical Orchesterwerke zur Aufführung bringen.

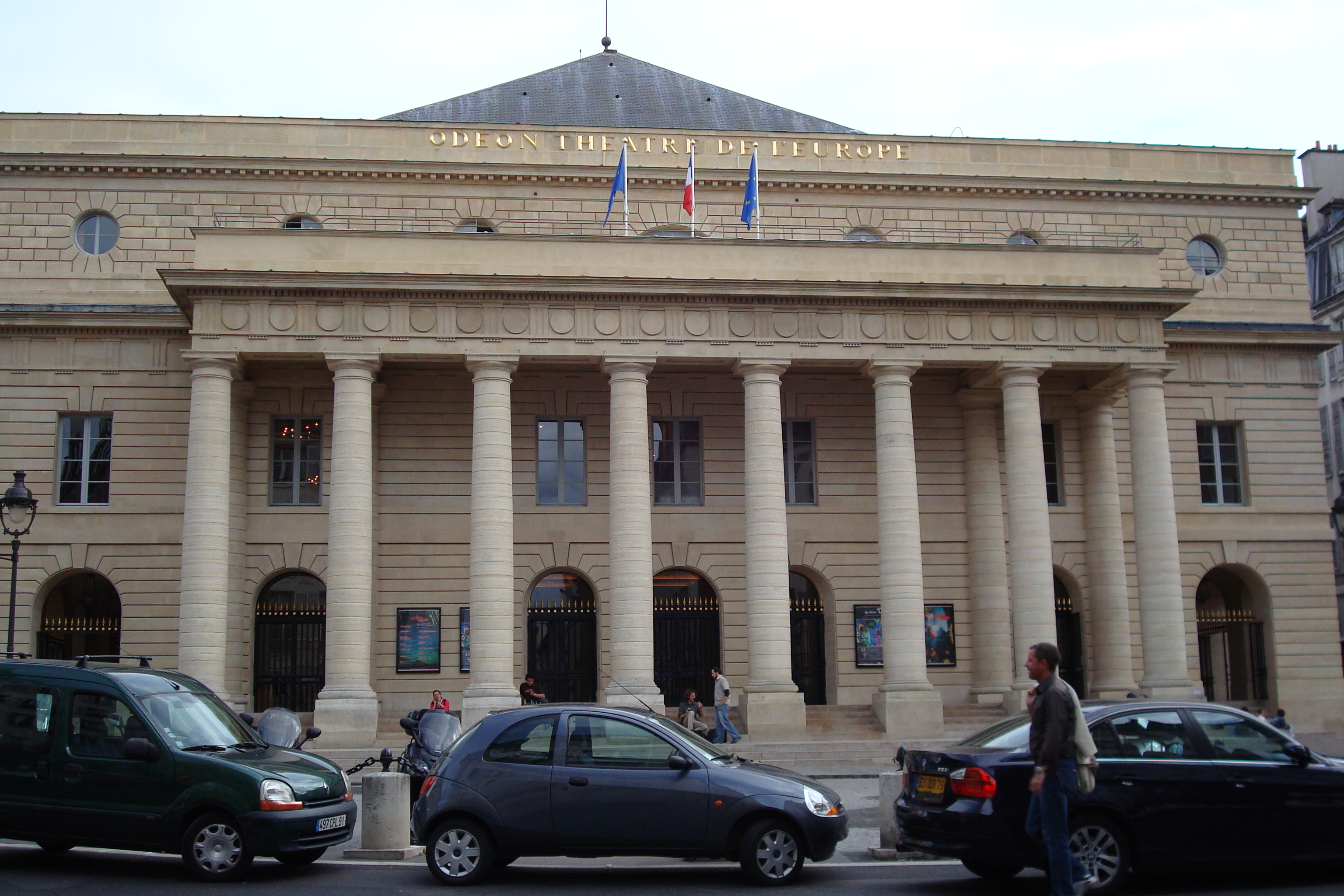
Théâtre de l’Odéon, Paris

Nach dem Auszug von Barraults Truppe aus dem Théâtre Marigny fanden die Konzerte überwiegend in der Salle Gaveau statt (ca. 900 Plätze), später in der Neuen Spielstätte Barraults, dem Théâtre de l’Odéon (ca. 1280 Plätze).